# 열펌프

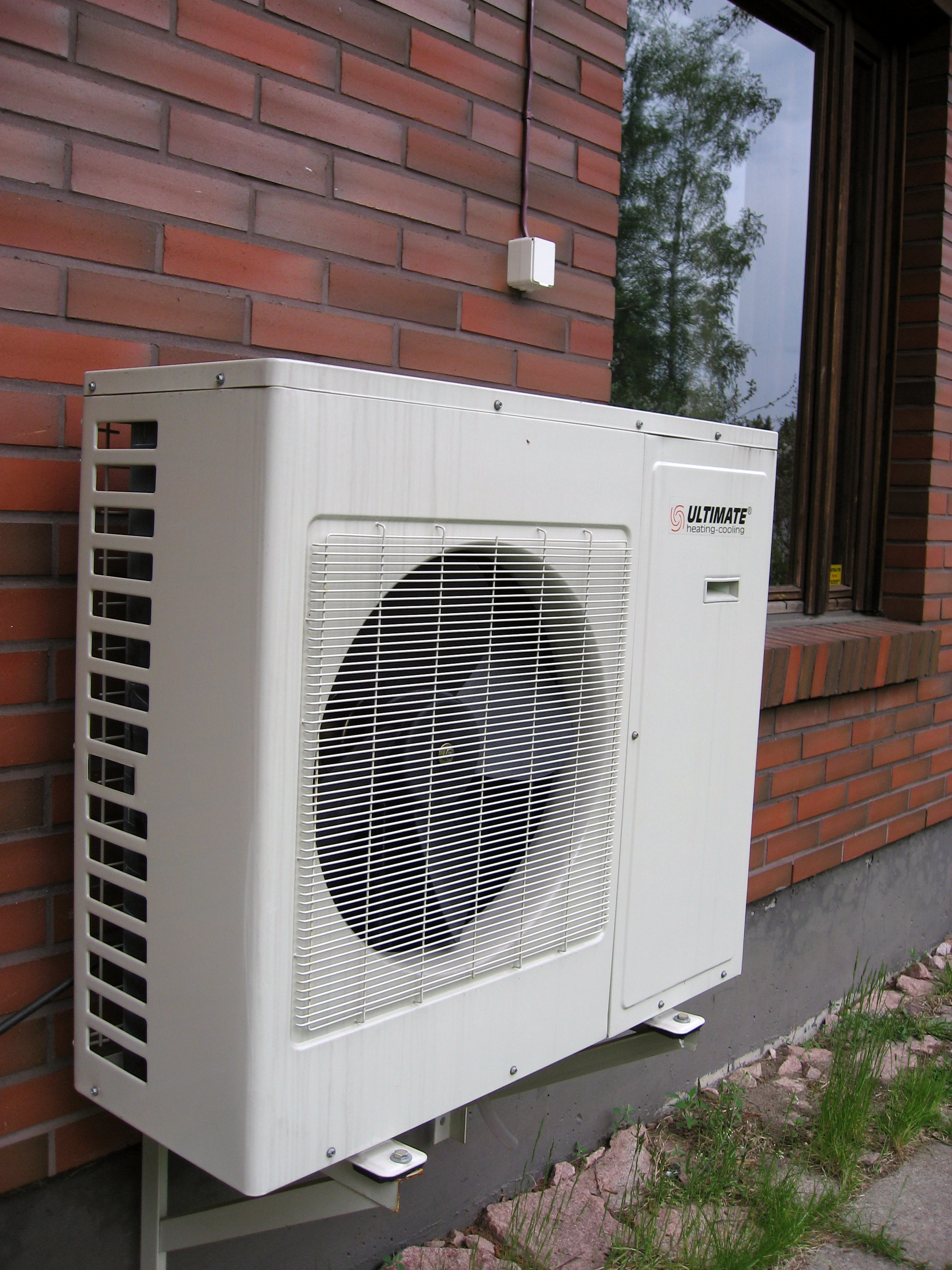

열펌프, 히트펌프(heat pump)는 "열싱크"라는 목적지 열원에서 열에너지를 제공하는 장치이다. 냉동사이클을 이용하여 열에너지를 전달하여 차가운 공간을 냉각시키고 따뜻한 공간을 따뜻하게 하여 차가운 공간에서 따뜻한 공간으로 열을 전달하는 일을 하는 장치이다. 추운 날씨에는 열 펌프가 시원한 실외의 열을 이동시켜 집을 따뜻하게 할 수 있다. 펌프는 따뜻한 날씨에 집에서 따뜻한 실외로 열을 이동하도록 설계될 수도 있다. 열을 발생시키지 않고 열을 전달하기 때문에 집을 난방하거나 냉방하는 다른 방법보다 에너지 효율적이다.
기체 냉매가 압축되어 온도가 상승한다. 추운 날씨에 히터로 작동할 때 데워진 가스는 실내 공간의 열교환기로 흘러 들어가 열에너지의 일부가 실내 공간으로 전달되어 가스가 액체 상태로 응축된다. 액화된 냉매는 압력이 낮아지는 실외 공간의 열교환기로 흘러 액체는 증발하고 가스의 온도는 떨어진다. 이제 열원으로 사용되는 실외 공간의 온도보다 더 차갑다. 다시 열원으로부터 에너지를 흡수하고 압축되어 사이클을 반복할 수 있다.
공기열원 히트펌프가 가장 일반적인 모델인 반면, 다른 유형에는 지열원 히트펌프, 수원열 펌프 및 배기열 히트펌프가 포함된다. 지역난방 시스템에도 대규모 히트펌프가 사용된다.
히트펌프의 효율은 COP(성능계수) 또는 SCOP(계절 성능계수)로 표현된다. 숫자가 높을수록 히트펌프의 효율성이 높아진다. 공간 난방에 사용되는 경우 열 펌프는 일반적으로 전기 저항 및 기타 히터보다 에너지 효율적이다.
높은 효율성과 전력망에서 화석연료가 없는 에너지원의 비율이 증가하고 있기 때문에 열펌프는 기후 변화 완화에 핵심적인 역할을 할 수 있다. 1kWh의 전기를 소비하면 3~6kWh의 열에너지를 건물로 전송할 수 있다. 열 펌프의 탄소 배출량은 전기 생성 방법에 따라 다르지만 일반적으로 온화한 기후에서는 배출량을 줄인다. 열 펌프는 가스 연소식 콘덴싱 보일러보다 탄소 배출량이 적고 전 세계 공간 및 온수 난방 요구 사항의 80% 이상을 충족할 수 있다. 그러나 2021년에는 10%만 충족했다.
지나치게 많은 신재생에너지로 인해 남는 전력량이 많아짐에 따라 출력제어의 대안으로 전기식 히트펌프가 주목된다.

## 유형
열펌프의 두가지 주요 유형은 압축 및 흡수가 있다. 흡수 열펌프의 동력원은 전기모터나 천연가스, 액화석유가스 엔진을 동력원으로 할 수 있다.

## 참조

#### IPCC 보고서
- IPCC (2021).  Masson-Delmotte, V.; Zhai, P.; Pirani, A.; Connors, S. L.;  외., 편집. 《Climate Change 2021: The Physical Science Basis》 (PDF). Contribution of Working Group I to the Sixth Assessment Report of the Intergovernmental Panel on Climate Change (영어). Cambridge University Press (In Press).
  - Forster, P.; Storelvmo, T.; Armour, K.; Collins, W. (2021). 〈Chapter 7: The Earth's energy budget, climate feedbacks, and climate sensitivity Supplementary Material〉 (PDF). 《IPCC AR6 WG1 2021》.
- IPCC (2018).  Masson-Delmotte, V.; Zhai, P.; Pörtner, H.-O.; Roberts, D.;  외., 편집. 《Global Warming of 1.5°C. An IPCC Special Report on the impacts of global warming of 1.5°C above pre-industrial levels and related global greenhouse gas emission pathways, in the context of strengthening the global response to the threat of climate change, sustainable development, and efforts to eradicate poverty》 (PDF). Intergovernmental Panel on Climate Change. https://www.ipcc.ch/sr15/.

  - Rogelj, J.; Shindell, D.; Jiang, K.; Fifta, S.;  외. (2018). 〈Chapter 2: Mitigation Pathways Compatible with 1.5°C in the Context of Sustainable Development〉 (PDF). 《IPCC SR15 2018》. 93–174쪽.
- IPCC (2022).  Shula, P. R.; Skea, J.; Slade, R.; Al Khourdajie, A.;  외., 편집. 《Climate Change 2022: Mitigation of Climate Change》 (PDF). Contribution of Working Group III to the Sixth Assessment Report of the Intergovernmental Panel on Climate Change. Cambridge, UK and New York, New York, USA: Cambridge University Press (In Press). 2022년 4월 4일에 원본 문서 (PDF)에서 보존된 문서. 2022년 5월 10일에 확인함.
  - IPCC (2022). 〈Industry〉 (PDF). 《IPCC AR6 WG3 2022》.

#### 기타
- Quaschning, Volker. “Specific Carbon Dioxide Emissions of Various Fuels”. 2022년 2월 22일에 확인함.